# Average Rob
Robert Van Impe (Overijse, 27 februari 1992), beter bekend als Average Rob, is een Belgisch comedian, youtuber, acteur en tv-persoonlijkheid.
Average Rob werkte sinds 2016 voor het Belgische magazine Humo en presenteerde het radioprogramma BOITLYFE op jongerenzender StuBru samen met Omdat Het Kan. Sinds 2020 maakt Van Impe ook YouTube-video's waarin hij extreme sporten combineert met humor. Als dj maakt Average Rob deel uit van een duo met Omdat Het Kan, waarmee hij in de zomer van 2024 op de mainstage van Tomorrowland stond. 

## Jeugd
Van Impe is afkomstig uit Overijse (Vlaams-Brabant). Hij werd tweetalig opgevoed door zijn Franstalige moeder en Nederlandstalige vader.
In het middelbaar studeerde Van Impe Wetenschappen Moderne talen aan het Sint-Martinus College te Overijse. Aan de hogeschool behaalde Van Impe een bacheloropleiding in Event- en Project Management en een bachelor-na-bachelor in Marketing en Communicatie aan de UCLL Leuven-Limburg. Na zijn studies aan deze Leuvense hogeschool behaalde hij een Master of Arts in Advertising & Marketing aan de Universiteit van Coventry.

## Average Rob
Onder het alter ego van Average Rob maakt hij sinds 2015 humoristische posts op sociale media die vaak viraal gaan. Average Rob is vooral bekend vanwege beelden waarin hij zichzelf fotoshopt met celebrities, zoals slapend in de metro met Barack Obama of in bad bij Bruno Mars. Hij werd opgepikt door onder andere 9GAG, The Lad Bible, Bored Panda, Imgur en BBC.
Average Robs eerste videoproductie voor Humo als jobstudent, terwijl hij in Coventry studeerde, was "Kanye West danst met K3", die in april 2016 viraal is gegaan in België en Nederland. De video genereerde meer dan 3 miljoen views op Facebook en werd meer dan 40.000 keer geliket. Sindsdien werd hij aangenomen als vast gezicht bij het weekblad.
Sinds 2016 is Average Rob videoreporter voor het weekblad Humo waar hij onder andere komische interviews maakt met feestgangers op festivals als Pukkelpop, Rock Werchter en Kamping Kitsch. Daarnaast produceert Rob sketches voor Humo en eigen sociale mediakanalen. Average Rob kent volgers vanuit diverse landen waardoor hij content plaatst in zowel het Nederlands als het Engels.
In februari 2018 is Average Rob een YouTube-kanaal begonnen in het Engels waarin hij vooral extreme sporten gaat testen met zijn kleine broer Arno Van Impe ('Arno the Kid'). In 2023 voltooide hij de Iron-Man in Klagenfurt in 12 uur, 26 minuten en 19 seconden. Hij nam samen met zijn broer deel, na 8 maanden training.
In 2018 sloegen Omdat Het Kan Soundsystem en Average Rob de handen in elkaar om een dj-duo te vormen. Een hectische high energy show, waarin Omdat Het Kan Soundsystem aan een hoog tempo de platen aan elkaar draait en Average Rob als MC te werk gaat om het volk op te hitsen. Zo speelden ze al op Rock Werchter, Lokerse Feesten en tourden ze heel Vlaanderen rond. In de zomer van 2024 stonden ze samen op de mainstage van Tomorrowland.
Op 13 september 2021 werd het nummer genaamd Zaddy uitgebracht. De creatievan het nummer kwam ter sprake tijdens een video op YouTube, waarin Average Rob deelde hoe hij een hit wilde maken in twee uur tijd. De dj Lost Frequencies werkte mee aan het nummer. De bijhorende videoclip werd meer dan 1 miljoen keer bekeken op YouTube.
Op 28 april 2021 bracht Average Rob samen met twee vrienden, Gilles Mattelin (medeoprichter van technologiebedrijven als Intuo en Henchman) en marketingverantwoordelijke Emiel Huughe, het pilsbier 'Tout Bien' op de markt. De naam verwijst naar het antwoord op de Franse vraag 'Ça va? Tout bien'. Tout Bien is een pils van 5,2%. In juli 2024 werd bekendgemaakt dat een groep bekende ondernemers in het bier investeert, waaronder Marc Coucke, Jan Boone van Lotus en Louis Jonckheere van het Wintercircus in Gent.

## Prijzen
| Prijs                                               | Jaar | Resultaat   |
| --------------------------------------------------- | ---- | ----------- |
| Humo's Pop Poll: Wie heeft u het meeste doen lachen | 2018 | Gewonnen    |
| De Jamies: Beste Online Comedy                      | 2021 | Gewonnen    |
| Humo's Pop Poll: Wie heeft u het meeste doen lachen | 2021 | Gewonnen    |
| Belgisch Kampioenschap Stokpaardrijden              | 2021 | Gewonnen    |
| De Jamies: Beste Online Comedy                      | 2022 | Genomineerd |
| De Jamies: Beste YouTuber                           | 2022 | Gewonnen    |
| BK Pompoenregatta Kasterlee                         | 2022 | Gewonnen    |
| Humo's Pop Poll: Wie heeft u het meeste doen lachen | 2022 | Gewonnen    |
| Humo's Pop Poll: Internetvedette van het jaar       | 2022 | Gewonnen    |
| De Kastaars: Beste Online Videoreeks                | 2022 | Gewonnen    |
| De Jamies: Beste Lifestyle                          | 2023 | Gewonnen    |
| De Jamies: Quarter Life Achievement                 | 2023 | Genomineerd |
| Humo's Pop Poll: Internetvedette van het jaar       | 2023 | Gewonnen    |
| Strava Awards: Best Follow of the Year              | 2023 | Gewonnen    |
| De Jamies: Long Jamie                               | 2024 | Gewonnen    |
| De Jamies: Commercial Collab Jamie                  | 2024 | Genomineerd |
| De Jamies: Epic Jamie                               | 2024 | Gewonnen    |
| Humo's Pop Poll: Internetvedette                    | 2024 | Gewonnen    |
| Gala van de gouden K's: Song v/h jaar               | 2024 | Gewonnen    |
| Gala van de gouden K's: Held v/h jaar               | 2024 | Genomineerd |
| MIA's: Doorbraak v/h jaar                           | 2024 | Genomineerd |
| De Jamies: Long Jamie                               | 2025 | Genomineerd |
| De Jamies: Beste video                              | 2025 | Gewonnen    |

## Trivia
- Average Rob werd de allereerste All Round Belgisch Kampioen Stokpaardrijden in 2021.[9]
- Average Rob werd in 2022 Belgisch kampioen op de Pompoenregatta in Kasterlee.
- In het najaar van 2023 nam hij deel aan De Slimste Mens ter Wereld, het bleef echter maar bij één deelname.
- Op 28 december 2023 organiseerde Average Rob de eerste Diegem Turbo Cross. Een veldritwedstrijd met 20 deelnemers die twee rondes rijden op het parcours van Diegem Cross. Onder andere Acid, Bas Tietema, Arno The Kid en ex-cyclocrossers Sven Vanthourenhout en Richard Groenendaal reden mee. Er keken 400.000 kijkers op de livestream van Sporza.
- In de Qmusic podcast "De 10 meest Gegoogelde vragen over..." had Average Rob het over zijn Wikipedia-pagina. Daarin vertelt hij dat hij voorstander is dat zijn pagina "Average Rob" heet, zoals hij bekend is bij het brede publiek.